# Солзан (река)
Со́лзан (от бур. Халзан — «лысый, -ая») — река в Слюдянском районе Иркутской области России.
Длина — 34 км, площадь водосборного бассейна — 154 км². Берёт начало в Хамар-Дабане в горном узле у границы с Бурятией. Течёт в северо-восточном направлении в горно-таёжной местности. В 10 км от устья река поворачивает на север. Впадает с юга в озеро Байкал на восточной окраине города Байкальска. В 2,5 км от устья реку пересекают Транссибирская магистраль и федеральная автотрасса Р258 «Байкал».
Крупнейшие притоки: река Чернушка, ручей Каменистый.
Одноимённый населённый пункт Солзан расположен в 4.5 км восточнее устья реки.

## Данные водного реестра
По данным государственного водного реестра России, относится к Ангаро-Байкальскому бассейновому округу. Водохозяйственный участок реки — бассейны рек южной части оз. Байкал в междуречье рек Селенга и Ангара. Речной бассейн реки — бассейны малых и средних притоков южной части оз. Байкал.
Код объекта в государственном водном реестре — 16020000112116300021030.